# Podeleboea pitillai
Podeleboea pitillai är en stekelart som beskrevs av Ugalde och Ian D. Gauld 2002. Podeleboea pitillai ingår i släktet Podeleboea och familjen brokparasitsteklar. Inga underarter finns listade i Catalogue of Life.